# Бурса (город)
Бу́рса (тур. Bursa, или Пру́са греч. Προύσα) — крупный город на северо-западе Анатолии, четвёртый по величине в Турции после Стамбула, Анкары и Измира и административный центр одноимённого ила (области). С 2017 года мэром города является Алинур Акташ.

## Население
По переписи 2000 года, население города достигло 1 194 687 человек, преимущественно турок. Вплоть до начала XX века доминировало греческое название Пруса (греч. Προύσα, Прусса), а также Брусса; по-турецки город также называют Ешиль Бурса (Yeşil Bursa — «Зелёная Бурса»).
В 1912 г. в городе и окрестностях проживали:
- Турки — 72 993 чел.
- Греки — 21 850 чел.
- Армяне — 14 584 чел.
- Евреи — 2 548 чел.[1]

## История
С 395 и по 1326 год город принадлежал Византийской империи, в 1326 году, после разгрома византийцев и успешной для правителя Османского бейлика Османа Гази и его сына — преемника Орхана — осады города Бурса переходит к Османской империи.
В 1326—1365 гг. Бурса была столицей молодого Османского государства. Потом столицей стал Адрианополь, но Бурса не потеряла своё значение торгового и духовного центра империи. Султан Баязид I построил в городе сначала мечеть Йылдырым Кюллиеси, а затем и Большую мечеть. В 1402 году внук Тамерлана (Тимура) принц Мухаммад Султан Мирза сжёг город. Однако Бурса восстановилась и оставалась одним из центров империи вплоть до падения Константинополя. В 1487 году её население составляло 45 тысяч человек.
Во времена Османской империи город был известен своими изделиями из шёлка.
Город сильно пострадал от землетрясений 28 февраля и 11 апреля 1855 года, а также от страшного пожара.
Во время второй греко-турецкой войны 1919—1922 годов город был взят греческими войсками летом 1920 года, возвращён Турции в конце 1922 года.
После провозглашения Турецкой Республики в 1923 году Бурса становится одним из промышленных центров Турции. Это сопровождалось ростом населения (с 1927 по 2015 год население города увеличилось в тридцать раз: с 61 тысячи человек до 1 184 тысяч), который сделал Бурсу четвёртым городом Турции по численности населения.

## Достопримечательности
Главными достопримечательностями города являются горнолыжные курорты на горе Улудаг, Зелёная мечеть, Зелёный мавзолей, Коза Хан, мост Ырганды, мечеть Улу-Джами, а также зелёные скверы и сады, разбросанные по всему городу.
Единственная христианская церковь в городе, восстановленная в 2002—2004 годах четырьмя христианскими деноминациями, в феврале 2015 года, по требованию городских властей, должна быть освобождена.
Археологический музей Бурсы был основан в самом начале XX столетия и является одним из первых в Турции.

## Экономика
- Автомобильный завод Oyak-Renault
- Автомобильный завод TOFAŞ
- Предприятие автокомпонентов Джошкуноз

## Транспорт
- В 2002 году в городе открыт метрополитен. 2 линии.
- В 2011 начал работу трамвай в Бурсе. Существует линия так называемого «ностальгического трамвая» 1000 мм, велось строительство современной трамвайной сети, 2 линии 1435 мм.
- Из-за непосредственной близости Стамбула для полётов в другие страны жители Бурсы пользуются стамбульскими аэропортами — аэропортом Стамбул и имени Сабихи Гёкчен.

## Образование
В Бурсе есть два государственных и один частный университет. Улудагский университет, основанный в 1975 году, является самым старым учреждением высшего образования в городе. В этом учреждении, до 1982 года носившем название «Университет Бурсы», получают образование более 47 000 студентов.

## Спорт
Местный футбольный клуб «Бурсаспор» является Чемпионом Турции 2009/10, выступает на стадионе «Тимсах Арена», который построен в форме крокодила.

## Города-побратимы
- Дармштадт, Германия (7 июля 1971)
- Плевна, Болгария (30 октября 1998)
- Пловдив, Болгария
- Тирана, Албания (15 декабря 1998)
- Гянджа, Азербайджан
- Усть-Каменогорск, Казахстан (2011)
- Бахчисарай, Крым[8], (18 февраля 2010)
- Фергана, Узбекистан 1989